# أرانكاسيباس
بلدية أرانكاسيباس (بالإسبانية: Arrancacepas)، هي إحدى بلديات مقاطعة قونكة إحدى مقاطعات إسبانيا، والتي تقع في منطقة قشتالة لا منتشا وسط البلاد، والمائلة لجهة الشرق من إسبانيا.
يبلغ عدد سكانها 37 نسمة وفقاً لإحصائية سنة (2007).